# Fuoco incrociato (film 1988)
Fuoco incrociato è un film del 1988 diretto da Alfonso Brescia.

## Trama
William Corbett con il suo amico David vengono rapiti da un gruppo di ribelli mentre si trovavano in una repubblica dittatoriale dell'America meridionale. A poco a poco i due si convertono a causa dei ribelli, in lotta contro un trafficante di droga e di schiavi che nella giungla si è costruito un piccolo impero.